# Rivière Salée (Guadeloupe)
Pour les articles homonymes, voir Rivière Salée.
Ne doit pas être confondu avec Rivière Salée (Sainte-Rose).
La Rivière Salée est un détroit de France situé en Guadeloupe, qui sépare l'île de Basse-Terre à l'ouest de l'île de Grande-Terre à l'est. Ce bras de mer de sept kilomètres et demi de longueur est entouré par une mangrove et fait communiquer les deux grandes baies de l'archipel : le Grand Cul-de-sac marin au nord et le Petit Cul-de-sac marin au sud. Un renfoncement de la Rivière Salée dans la mangrove de Basse-Terre est appelé la « Manche à Eau ».

## Description
À l'époque de la présence amérindienne, ce bras de mer était appelé aboukétoutou, ce qui signifie « détroit ».

Plan d'aménagement d'une voie reliant les îles de Basse-Terre et Grande-Terre, séparées par la Rivière Salée, 1766, Thevenet.

Pointe-à-Pitre, la principale agglomération guadeloupéenne se trouve à la sortie sud du détroit, faisant face à la zone industrielle de Jarry dans la commune de Baie-Mahault, le poumon économique du département, qui est le siège entre autres du grand port maritime de la Guadeloupe.
L'extrémité occidentale de la piste de l'aéroport Guadeloupe - Pôle Caraïbes bute contre la Rivière Salée, face à l'embouchure de la rivière Houaromand.
La Rivière Salée est traversée par deux ponts ouverts à la circulation routière : le pont de la Gabarre au sud emprunté par la nationale 1 et, depuis 1997, le pont mobile de l'Alliance au nord est emprunté par la nationale 11. Juste à côté de l'actuel pont de la Gabarre se trouve l'ancien pont du même nom, de dimensions plus réduites, ouvert aux piétons et aux deux-roues ; il a remplacé en 1929 le pont de l'Union inauguré en 1806, qui était fait de bois porté par des bidons flottants.
En 2011, la circulation sur les deux ponts a été estimée à 140 000 véhicules par jour. Les bateaux peuvent circuler lorsque les ponts sont fermés à la circulation entre 4 h 30 et 5 h 30[source insuffisante].

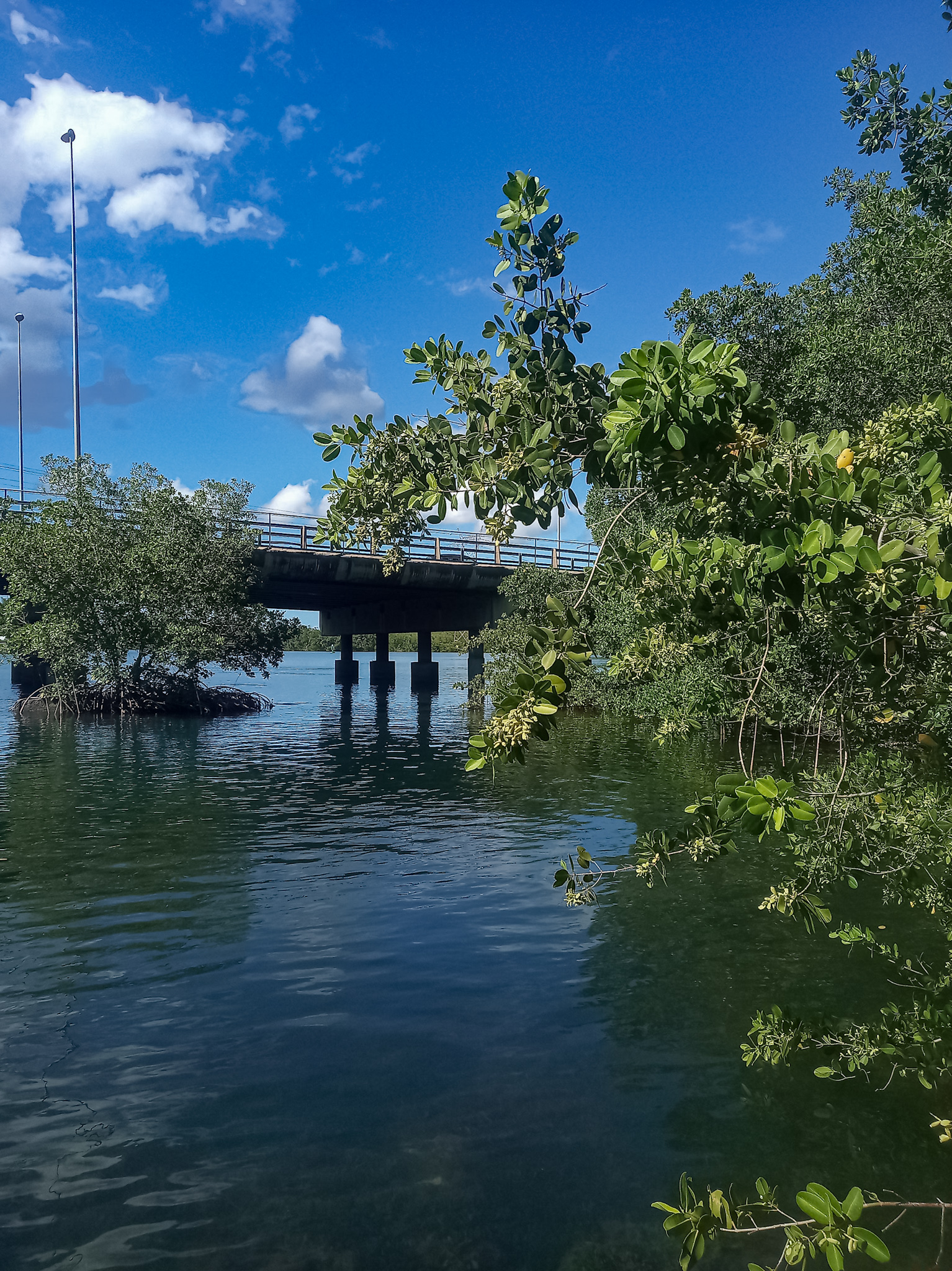
Rives de la Rivière Salée.
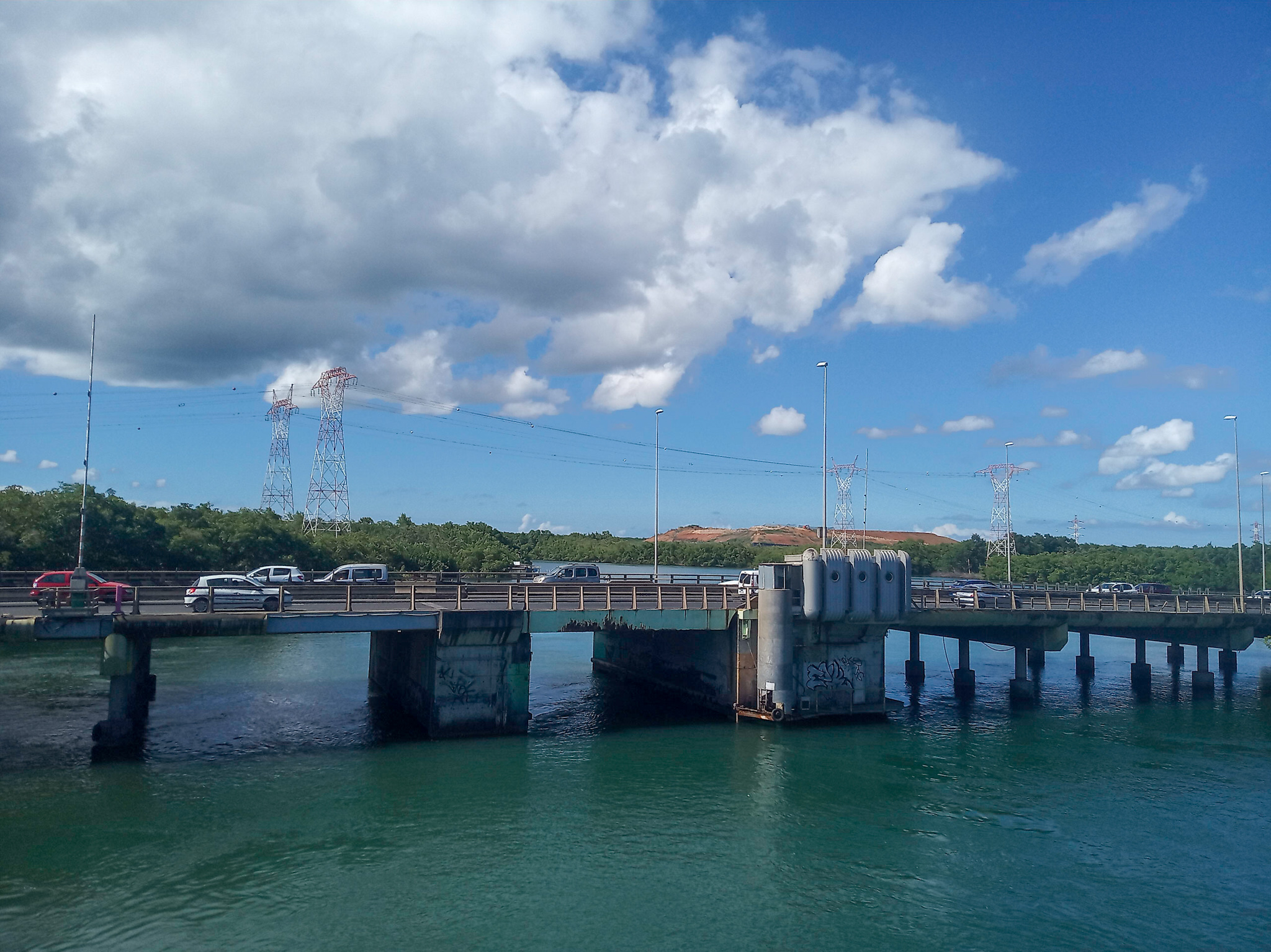
Le pont de la Gabarre.